# نمل الثور الأرنولدي
نمل الثور الأرنولدي (الاسم العلمي:Myrmecia arnoldi) هو نوع من النمل يتبع جنس نمل الثور من أسرة نملاوات الثور.